# Арсеньев, Василий Сергеевич (1829—1915)
Васи́лий Серге́евич Арсе́ньев (1829—1915) — чиновник Сената, действительный тайный советник; видный российский масон, собиратель масонских рукописей.

## Биография
Родился в Москве 8 (20) ноября 1829 года. «Происходил из очень религиозной семьи», как отмечал его сын, из древнего дворянского рода (по преданию, из древнего татарского рода, со второй половины XIV века, состоявшего на русской службе). Потомственный масон, потомок руководителей масонства в России: правнук В. А. Лёвшина, внук Василия Дмитриевича Камынина и Николая Ивановича Арсеньева (1760—1830), сын Сергея Николаевича Арсеньева (1801—1860). Брат Николая Сергеевича и Дмитрия Сергеевича Арсеньевых.

## Служба
Обучался в Императорском училище правоведения, курс которого окончил 18 мая 1849 года (10-й выпуск) с серебряной медалью. В 1849—1852 гг. служил в 7-м и 5-м (московских) департаментах Сената.
С 1853 года — камер-юнкер; с 23 марта 1853 года был статс-секретарём канцелярии Министерства юстиции;, с 4 февраля 1854 года — чиновник особых поручений при товарище министра юстиции. В 1856—1862 гг. — инспектор казённых училищ Московского учебного округа и, одновременно, в 1857—1861 гг. — чиновник особых поручений при попечителе того же округа; в 1858 году он был также инспектором над частными учебными заведениями в Москве.
В 1862—1867 годах состоял «за обер-прокурорским столом» в 6-м департаменте Сената. В 1863 году был причислен к Министерству народного просвещения. В 1864 году состоял чиновником сверх комплекта за обер-прокурорским столом в 1-м отделении 6-го департамента Сената, в 1865 — за обер-прокурорским столом того же отделения. Также в 1865 году он временно управлял Московским архивом Министерства юстиции.
В 1867—1874 гг. — член Московской судебной палаты. Из завещанных ему В. А. Бибиковым денег: 25 тысяч рублей передал на церковно-приходские школы, 25 тысяч — на устройство богадельни в селе Красном Новосильского уезда.
В 1874 году стал членом Комиссии для принятия прошений на «высочайшее имя приносимых»; исправлял должность статс-секретаря. С 21 января 1874 года — действительный статский советник, с 1876 года — камергер.
В 1882 году был произведён в тайные советники. С 1883 года до своей смерти был почётным опекуном Московского присутствия Опекунского совета. С 1883 года он управлял Московским коммерческим училищем, заведовал учебной частью Екатерининского и Александровского институтов, Павловской больницей.
С декабря 1890 г. по 29 января 1896 г. был управляющим Московского родовспомогательного учреждения.
С 1896 года — действительный тайный советник. С 1896 по 1914 гг. — попечитель Московской женской гимназии.
Домовладелец в Москве, владел частью посадов г. Ростова и села Курбы, помещик Можайского, Новосильского и Новгородского уездов. За женой числилась земля в Уфимской и Тульской губерниях.
В 1899—1909 гг. — член Общества распространения полезных книг. Член многих учёных и благотворительных обществ. В 1914—1915 гг. — товарищ председателя Православного миссионерского общества. Переводчик, богослов, мемуарист. Сотрудничал в «Душеполезном чтении».
Умер 19 июля 1915 года[по какому календарю?]. Похоронен на кладбище Спасо-Андрониевского монастыря в Москве.

## Масонство
Продолжатель масонской «розенкрейцерской» традиции русского масонства вслед за Н. И. Новиковым. Его предки по наследству передавали из поколения в поколение пост «верховного орденского начальника» в России. Посвящён в масонство 8 мая 1850 года. Затем прошёл через посвящение во все известные в России масонские степени и в результате был возведён в «теоретический» градус — 20 мая 1861 года, и в 6—8 степени розенкрейцерства — 21 ноября 1863 года. Благодаря его сохранившемуся дневнику можно проследить хронологию тайных масонских собраний вплоть по 1879 год.
Наследовал богатейшую библиотеку российского масонства, а также подлинные рукописи русских вольных каменщиков, которые составили два архивных фонда в Российской государственной библиотеке.
Оказал влияние на П. М. Казначеева. По масонской традиции на его могилу Д. П. Казначеевым при похоронах была возложена ветвь акации.

## Награды
- орден Св. Владимира 3-й ст. (1866)[4]
- орден Св. Станислава 1-й ст. (1876)
- орден Св. Анны 1-й ст. (1879)
- орден Св. Владимира 2-й ст. (1888)
- орден Белого орла (1893)[5]

## Семья
С 1858 года был женат на дочери Ю. А. Долгорукого Наталье Юрьевне (1830—1902) — «истинная христианка, любящая и образованная жена и самая нежная мать», которая имела «крайне благоговейное отношение» к митрополиту Московскому Филарету.
Их дети:
- Сергей (1854—1922);
- Елизавета (15.9.1855 — ок. 1916[7]);
- Юрий (Георгий) (1857—1919);
- Алексей (4.3.1859—5.3.1859);
- Иван (Иоанн) (1862—1930);
- Надежда (29.5.1863—1943), арестована несколько раз, в 1930 году как «член к/р организации монашек и церковников под руководством княгини Ширинской, антиколхозная и а/с агитация, а/с деятельность», приговорена к 3 годам ссылки в Северный край условно[8], расстреляна в 1943 году;
- Мария (28.1.1865-21.12.1918);
- Николай (15.2.1867—не ранее 1940), протоиерей;
- Владимир (9.7.1868—26.3.1921).